# Jovana Prekovićová
Jovana Prekovićová (srbsky: Јована Прековић; * 20. ledna 1996, Aranđelovac) je bývalá srbská karatistka. Na olympisjkých hrách v Tokiu konaných roku 2021 získala zlatou medaili v disciplíně kumite a ve váhové kategorii do 61 kilogramů. Ve stejné disciplíně i váze je rovněž dvojnásobnou mistryní světa (2018, 2021) a Evropy (2017, 2021). Na tokijské olympiádě byla vlajkonoškou srbské výpravy na závěrečném ceremoniálu. Olympijský výbor Srbska jí vyhlásil sportovkyni roku 2021. Roku 2022 ukončila sportovní kariéru. Je důstojnicí armády, členkou Sportovní jednoty Ministerstva obrany Srbské republiky. S karate začala v pěti letech. Její sestra Jelena Prekovićová je také karatistkou a reprezentuje Srbsko.